# منتخب باكستان للكابادي
منتخب باكستان للكابادي هو ممثل باكستان الرسمي في المنافسات الدولية في كابادي .